# Valide Sultan

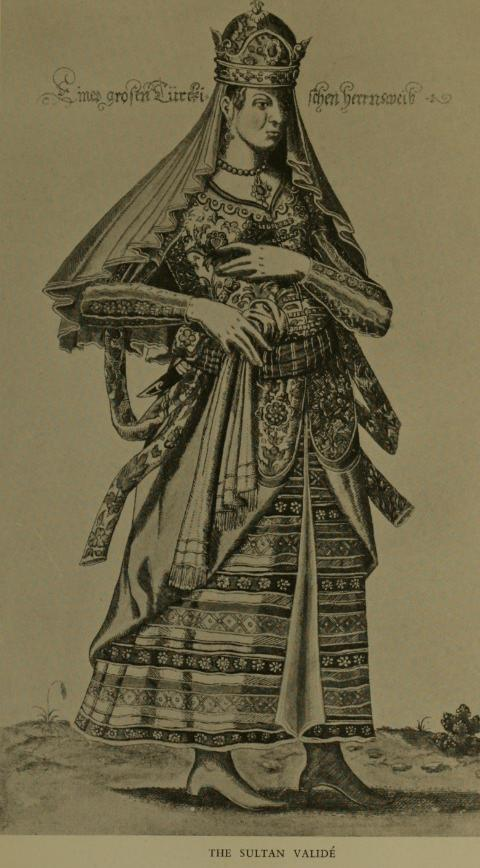
Valide Sultan

Valide Sultan (letteralmente "sultana madre") era il titolo che portava la madre di un sultano regnante nel impero ottomano a partire dal XVI secolo, fino alla caduta dell'impero, sostituendo il precedente titolo "Valide Hatun" (signora madre). Il titolo è spesso tradotto nelle lingue europee come "Regina madre", benché il ruolo ricoperto da essa fosse diverso essendo la Valide, come tutte le donne della corte sultanale, formalmente una schiava costretta a trascorrere (almeno in teoria) la sua vita all'interno dell'harem.
La Valide Sultan era il membro femminile della dinastia di rango più alto e dirigeva l'harem personale del sultano. Era una figura dotata di grande potere, prestigio e ricchezza e poteva influenzare la politica ottomana tramite il sultano suo figlio. In particolare nel XVII secolo, si succedettero una serie di sultani poco competenti o di giovane età, lasciando spazio al rafforzamento della figura della Valide, tanto che questo periodo viene definito il Sultanato delle donne.

## Storia
La prima Valide Sultan dell'impero ottomano fu Hafsa Sultan, madre del sultano Solimano il Magnifico, che le conferì il titolo per meglio riflettere la sua concezione della famiglia imperiale come nucleo del potere. Successivamente, suo nipote, Murad III, rese quella della Valide Sultan una posizione ufficiale e regolarmente registrata e codificata, per amore di sua madre Nurbanu Sultan. In precedenza, le madri del sultano portavano semplicemente il titolo onorifico di Valide Hatun e non erano figure politiche. 
A partire quindi dal 1520 nel momento in cui un nuovo sultano saliva il trono, la di lui madre assumeva il titolo di "Valide Sultan", passando quindi a giocare un ruolo d'indiscusso potere all'interno dell'harem, sia sugli schiavi (concubine ed eunuchi) sia sui membri femminili della dinastia (figlie, figliastre, nipoti, Haseki...): durante il Sultanato delle Donne, in particolare, la Valide divenne una figura di primo piano nella gestione degli affari di Stato e funse spesso da arbitro nelle contese famigliari e politiche coinvolgenti il sultano stesso, la sua haseki ed i suoi figli. Nel corso del XVII secolo inoltre si susseguirono quattro Valide che funsero, ufficiosamente o ufficialmente, da reggente del trono per conto di un sultano ancora troppo giovane o troppo mentalmente instabile per governare in autonomia. 
Queste quattro donne furono: 
- Handan Sultan (ufficiosamente, per conto del figlio tredicenne Ahmed I, fino alla sua morte nel secondo anno di regno del figlio);
- Halime Sultan (ufficiosamente, per conto del figlio mentalmente instabile e incapace di governare Mustafa I);
- Kösem Sultan (ufficialmente, per conto di suo figlio undicenne Murad IV fino alla sua maggiore età sette anni dopo, ufficiosamente per conto di suo figlio;Ibrahim I, mentalmente instabile, e di nuovo ufficialmente per conto di suo nipote di sei anni Mehmed IV, fino alla sua morte quattro anni dopo per mano della nuora Turhan Sultan);
- Turhan Sultan (ufficialmente, per conto di suo figlio di dieci anni Mehmed IV, dopo la morte della suocera Kösem, uccisa per suo ordine)[3].

Dopo la morte di Turhan Sultan, ultima rappresentante ufficiale del Sultanato delle donne, e di sua nuora Gülnuş Sultan, ultima grande Valide, il potere politico, sia diretto che non, delle Valide iniziò a declinare, anche se rimasero figure importanti come capo dell'harem e mantennero il prestigio e i privilegi connessi al rango. 
La Valide Sultan mal tollerava l'ingresso nella sua sfera d'influenza di altre figure femminili di calibro.

Interessante in questo senso l'incidente occorso durante il regno del sultano Abdul Aziz. Nel 1868, l'imperatrice consorte dei Francesi Eugenia de Montijo visitò Istanbul e il sultano la portò a visitare l'harem, presentandola formalmente a sua madre, Pertevniyal Sultan. La matrona ottomana, oltraggiata per la presenza di un'imperatrice forestiera nel suo dominio, la schiaffeggiò, provocando un incidente internazionale.